# Bermudas en los Juegos Paralímpicos de Río de Janeiro 2016
Bermudas estuvo representada en los Juegos Paralímpicos de Río de Janeiro 2016 por dos deportistas femeninas. El equipo paralímpico bermudeño no obtuvo ninguna medalla en estos Juegos.